# والری لاگرانژ
والری لاگرانژ (فرانسوی: Valérie Lagrange‎؛ زادهٔ ۲۵ فوریهٔ ۱۹۴۲) بازیگر و خواننده اهل فرانسه است.
از فیلم‌ها یا برنامه‌های تلویزیونی که وی در آنها نقش داشته‌است می‌توان به یک مرد و یک زن، ساتیریکون، تعطیلات آخر هفته، لا والی، شب‌های من و مادیان سبز اشاره کرد.